# 梁枫
梁枫，中华人民共和国政治人物、外交官。
1983年，接替宗克文担任中华人民共和国驻塞内加尔大使。1986年，由谢振骝接任。1991年，担任中华人民共和国驻缅甸大使。